# Allium melanogyne
Allium melanogyne är en amaryllisväxtart som beskrevs av Werner Rodolfo Greuter. Allium melanogyne ingår i släktet lökar, och familjen amaryllisväxter. Inga underarter finns listade i Catalogue of Life.